# 桃源洞

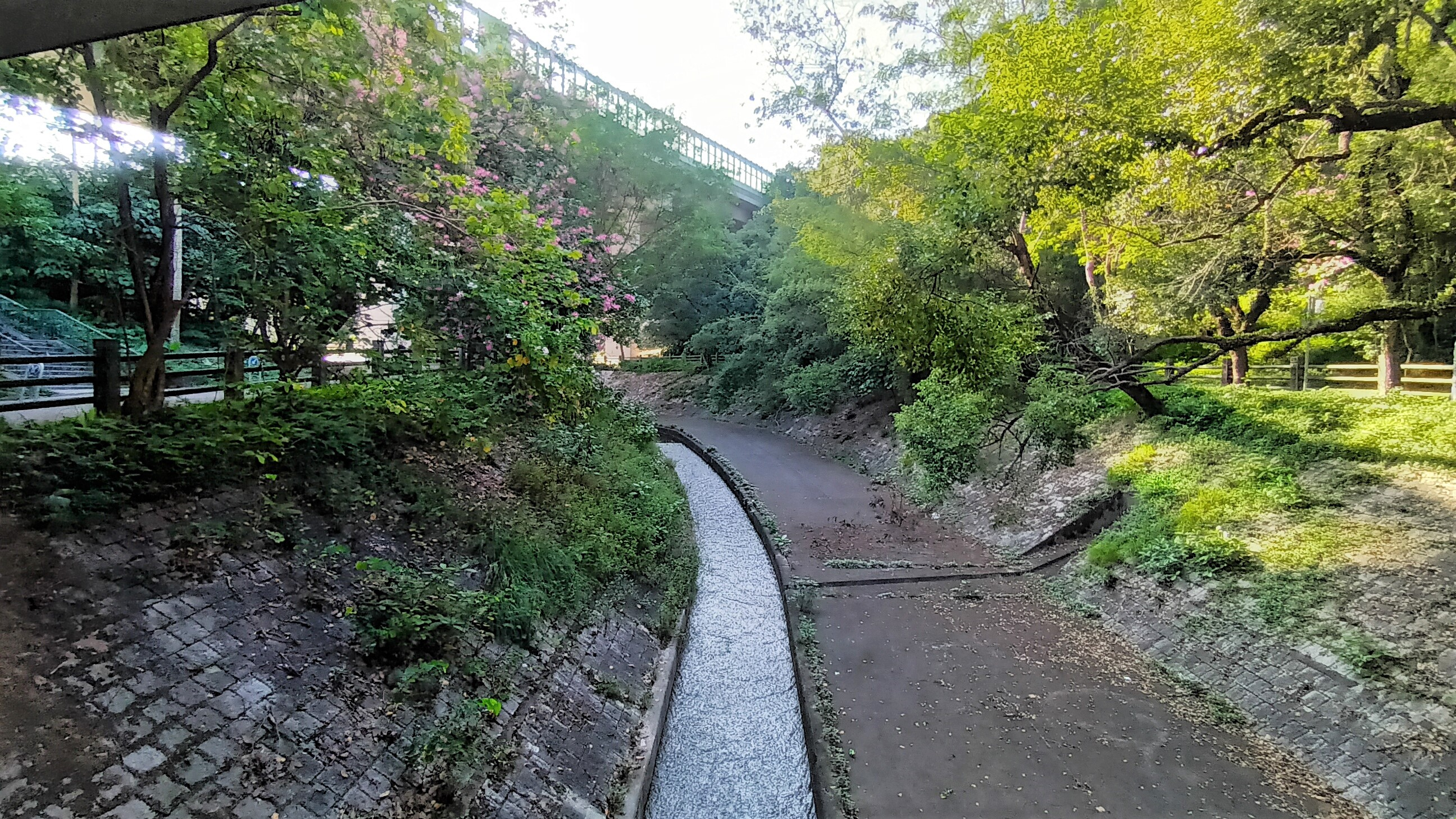
整治後經過達運路橋底的大埔河

桃源洞（英語：To Yuen Tung）是一個位於香港大埔區運頭塘的地方，同時為一條已清拆的村落，原位於泮涌、碗窰和荔枝山之間。

## 歷史
桃源洞一帶原屬碗窰村範圍，在1905年批出的集體官契中登記於碗窰名下。1917年，來自廣東清遠的先天道人士田邵邨在該地開墾，創立桃源洞道堂，該地因而得名。該道堂的水月宮收容來港婦女居住靜修，自耕自足。及後陸續有更多道觀靜室在附近建成，是大埔宗教勝地。桃源洞於日治時期立村，成為碗窯鄉十村其中一員。至1960年代，桃源洞建有兩排共約10間村屋。
桃源洞位處大埔河下游，河道曲折，風景明媚。在1980年代大埔新市鎮發展前，是新界其中一個旅遊勝地。桃源洞和附近摩囉潭的天然淡水池是遊人嬉水之地，同時間因潭底岩石嶙峋導致年來意外頻生。桃源洞附近有不少名勝建築，例如甘泉別墅、鑪峰學院等等。
1980年代中，政府擴建大埔新市鎮，收回九廣鐵路以南的大片土地作發展住宅，並整理河道。桃源洞以及附近的運頭塘村、白橋村、陶子𡷹村均包括在收地範圍內，最終桃源洞山邊兩排村屋廟宇於1987年被拆卸。桃源洞收地後，只有兩幢靠近山中的村屋獲得保留（桃源洞12號和25號），桃源洞道堂和其他村民遷到新築的山塘新村，鑪峯學院的部份園景擺設移到坪輋雲泉仙館。現時，桃源洞的村務已荒廢，村代表職位懸空多年。

## 未來發展
2021年，政府提出發展大埔桃源洞整個小山，由綠化地帶改劃作公營房屋發展，提供約2400個單位，容納逾約6000人。

## 行政區劃
桃源洞是新界小型屋宇政策下其中一條認可鄉村。

## 外部連結
- 居民代表選舉桃源洞（大埔）的劃定現有鄉村範圍（2019－2022年） （页面存档备份，存于）
- 大埔桃源洞 （页面存档备份，存于）
- 大埔桃源洞村蔬菜梯田 （页面存档备份，存于）

22°26′28″N 114°09′48″E / 22.440988°N 114.163411°E